# Cataract Falls (Indiana)
Die Cataract Falls sind Wasserfälle am Mill Creek im Owen County, Indiana. Gemessen an der Wassermenge sind sie die größten Fälle in diesem US-Bundesstaat.
Die Fälle bestehen aus zwei Stufen – den oberen Fällen mit einer Fallhöhe von sechs Metern etwa fünf Meter hohen unteren Fällen einen knappen Kilometer flussabwärts. Insgesamt überwindet der Mill Creek im Bereich der Cataract Falls 26 Höhenmeter. Die unteren Fälle sind im Hochwasserbereichs des Cagles Mill Lakes und damit bei Hochwasser überflutet.
An den Fällen entstanden ab dem frühen 19. Jahrhundert verschiedene Wassermühlen und sorgten für den Aufschwung der kleinen Ortschaft Cataract im Jennings Township. Seit Niedergang dieser Industrien sind die Cataract Falls vor allem touristisch bedeutsam.
Entlang der Katarakte erstreckt sich die Cataract Falls State Recreation Area, ein staatliches Erholungsgebiet. Dieses umfasst auch die oberhalb der Wasserfälle gelegene Cataract Covered Bridge.